# Variòmetre

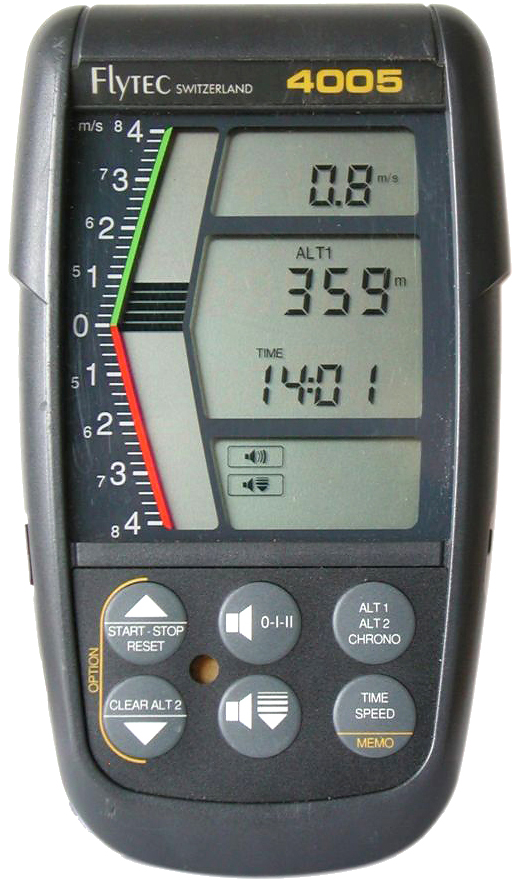
Variòmetre

El  variòmetre  o  varioaltímetre  és un aparell dotat d'un sensor de pressió atmosfèrica, molt sensible, que unit a dispositius electrònics permet al pilot de planador o parapent determinar a quina velocitat vertical es mou dins de la massa d'aire, és a dir si guanya o perd altura. A més, una alarma acústica, amb un to per l'ascensió i un altre per al descens, permet centrar els corrents tèrmics per a guanyar alçada o accelerar per sortir de les descendències. També indica l'altitud sobre el nivell del mar, sobre l'enlairament o sobre qualsevol altra referència que es prengui.
En combinació amb un termòmetre pot proporcionar el gradient de temperatura, el que subministra una informació addicional molt útil per saber a quina alçada pot arribar a pujar la tèrmica.

## Desenvolupament recent
Aquest aparell s'ha sofisticat molt gràcies a la miniaturització electrònica i l'aparició del GPS. Així, unit a un GPS, per exemple, pot proporcionar informació d'on s'han disparat tèrmiques en altres ocasions o si és més rendible en termes de planatge navegar vent en cua en línia recta o fent girs de 360 graus si l'ascendència no és gaire acusada però sí que hi ha un vent horitzontal potent (també anomenats anells McReady). Una pantalla digital ofereix tots aquests paràmetres, alçada, velocitat ascensional, temps de vol, ascendència mitjana i ascendència puntual, etc. També se li pot adossar una sonda perquè proporcioni la velocitat respecte al vent (velocitat relativa) que pot ser diferent amb la velocitat respecte a terra si la massa horitzontal d'aire està en moviment.